# IC 2408
IC 2408 ist ein Stern im Sternbild Krebs am Nordsternhimmel, die der Astronom Max Wolf am 13. Januar 1901 fälschlich als IC-Objekt beschrieb.